# 收服！迷你寶
《收服！迷你寶》（韓語：캐치! 티니핑）是一部由三智娱乐製作的韓國兒童電視動畫劇集。第一季2020年3月19日在KBS2播出。第二季自2021年9月22日起於JEI TV播出。後續季度皆在JEI TV播出。
本作2021年7月12日在中國首播。動畫第一季2021年10月30日在Netflix首播。本作在Netflix熱門兒童內容排行榜上，澳洲排名第五，北美排名第九。2022年12月3日在日本Kids Station播出。俄語配音在STS Kids上發布。

## 反響
《收服！迷你寶》在韓國被媒體視為「深受學齡前兒童及小學生的歡迎」。據稱，本作也是「在亞洲市場非常受歡迎的電視動畫，光中國的觀看次數便達350億次」的韓劇之一。2023年，首座主打本作角色的室內主題樂園推出。

## 外部連結
- 三智娱乐網站上的《Catch! Teenieping: Fairies of Emotion》 （页面存档备份，存于）
- 三智娱乐網站上的《Twinkle Catch! Teenieping》
- KBS網站上的《Catch! Teenieping: Fairies of Emotion》
- JEI TV網站上的《Sparkling Catch! Teenieping》 （页面存档备份，存于）